# Floresca
Floresca is een geslacht van schijfkwallen uit de familie van de Ulmaridae.

## Soort
- Floresca parthenia Haeckel, 1880